# 1997 în film
- 1996 în cinematografie — 1997 în cinematografie — 1998 în cinematografie

## Premiere românești
- Omul zilei, de Dan Pița - IMDB
- Gadjo dilo, de Tony Gatlif - IMDB
- Femeia în roșu, de Mircea Veroiu - IMDB
- Lunga călătorie cu trenul, de Sinisa Dragin - IMDB
- Paradisul în direct, de Cornel Diaconu - IMDB
- Thalassa, Thalassa, de Bogdan Dumitrescu - IMDB

Documentare de televiziune
- Nebunia capetelor, de Thomas Ciulei - IMDB

Documentare scurte
- Profesiunea: gropar, de Cătălin Cocriș - IMDB

## Filmele cu cele mai mari încasări
| #   | Titlu                         | Studio                                | Încasări mondiale |
| --- | ----------------------------- | ------------------------------------- | ----------------- |
| 1.  | Titanic                       | Paramount Pictures / 20th Century Fox | $1,843,201,268    |
| 2.  | The Lost World: Jurassic Park | Universal Pictures                    | $618,638,999      |
| 3.  | Men in Black                  | Columbia Pictures                     | $589,390,539      |
| 4.  | Tomorrow Never Dies           | United Artists                        | $333,011,068      |
| 5.  | Air Force One                 | Columbia Pictures                     | $315,156,409      |
| 6.  | As Good as It Gets            | TriStar Pictures                      | $314,178,011      |
| 7.  | Liar Liar                     | Universal Pictures                    | $302,710,615      |
| 8.  | My Best Friend's Wedding      | TriStar Pictures                      | $299,288,605      |
| 9.  | The Fifth Element             | Columbia Pictures                     | $263,920,180      |
| 10. | The Full Monty                | Fox Searchlight Pictures              | $257,850,122      |

## Premii

### Oscar
- Cel mai bun film:
- Cel mai bun regizor:
- Cel mai bun actor:
- Cea mai bună actriță:
- Cel mai bun film străin:

Articol detaliat: Oscar 1997

### César
- Cel mai bun film:
- Cel mai bun actor:
- Cea mai bună actriță:
- Cel mai bun film străin:

Articol detaliat: Césars 1997

### BAFTA
- Cel mai bun film:
- Cel mai bun actor:
- Cea mai bună actriță:
- Cel mai bun film străin: